# Sophie Rocks
Sophie Rocks är en kulle i Antarktis. Den ligger i Västantarktis. Argentina, Chile och Storbritannien gör anspråk på området. Toppen på Sophie Rocks är 328 meter över havet.
Terrängen runt Sophie Rocks är varierad. Havet är nära Sophie Rocks åt nordväst. Trakten är obefolkad. Det finns inga samhällen i närheten. 